# Insieme archeologico di Mérida
L'insieme archeologico di Mérida, l'Augusta Emerita romana fondata come colonia romana nell'anno 25 a.C., per ordine dell'imperatore Ottaviano Augusto, è uno dei principali insiemi archeologici di Spagna ubicato nella città di Mérida. Nel 1993 è stato dichiarato Patrimonio dell'umanità dall'UNESCO.

## Siti

### Teatro romano

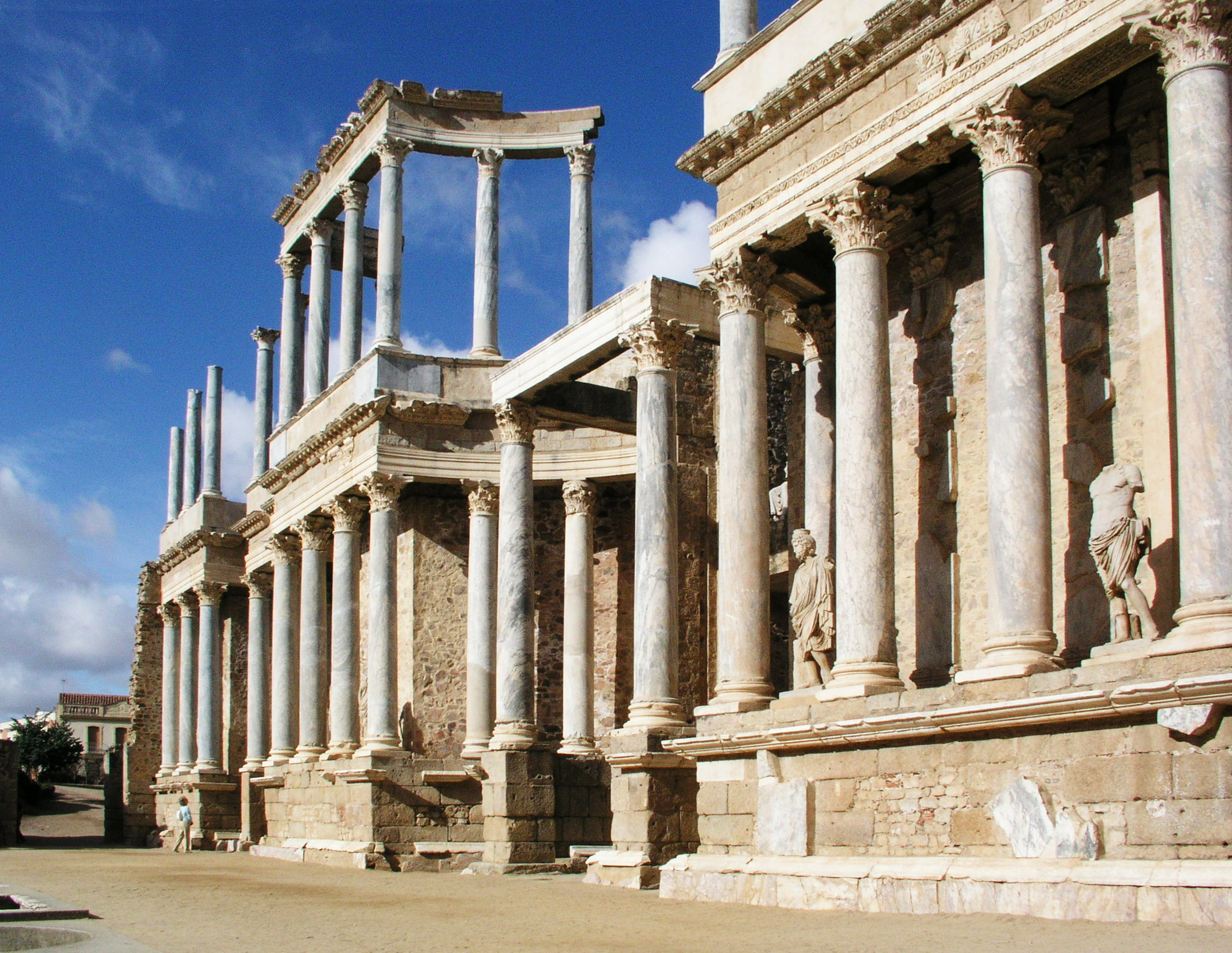
Scena del Teatro romano di Mérida.

Il teatro è una costruzione promossa dal console Marco Vipsanio Agrippa. Secondo la data incisa nel teatro la sua costruzione avvenne negli tra il 16 e il 15 a.C.
Il teatro subì diverse ristrutturazioni, la più importante delle quali alla fine del I secolo o agli inizi del II, probabilmente all'epoca dell'imperatore Traiano, quando venne costruita l'odierna facciata o fronte di scena, e un'altra all'epoca di Costantino tra gli anni 330 e 340, con l'implementazione di nuovi elementi architettonico-decorativi e la costruzione di una strada che circondava il monumento. Dopo l'abbandono causato dal cristianesimo, a causa dell'immoralità del teatro, fu abbandonato e ricoperto di terra, lasciando visibile solo la parte superiore delle tribune (summa cavea). L'immaginario popolare lo chiamava "Le sette sedie", dove secondo la tradizione si sedevano vari re mori per decidere i destini della città.

### Anfiteatro romano

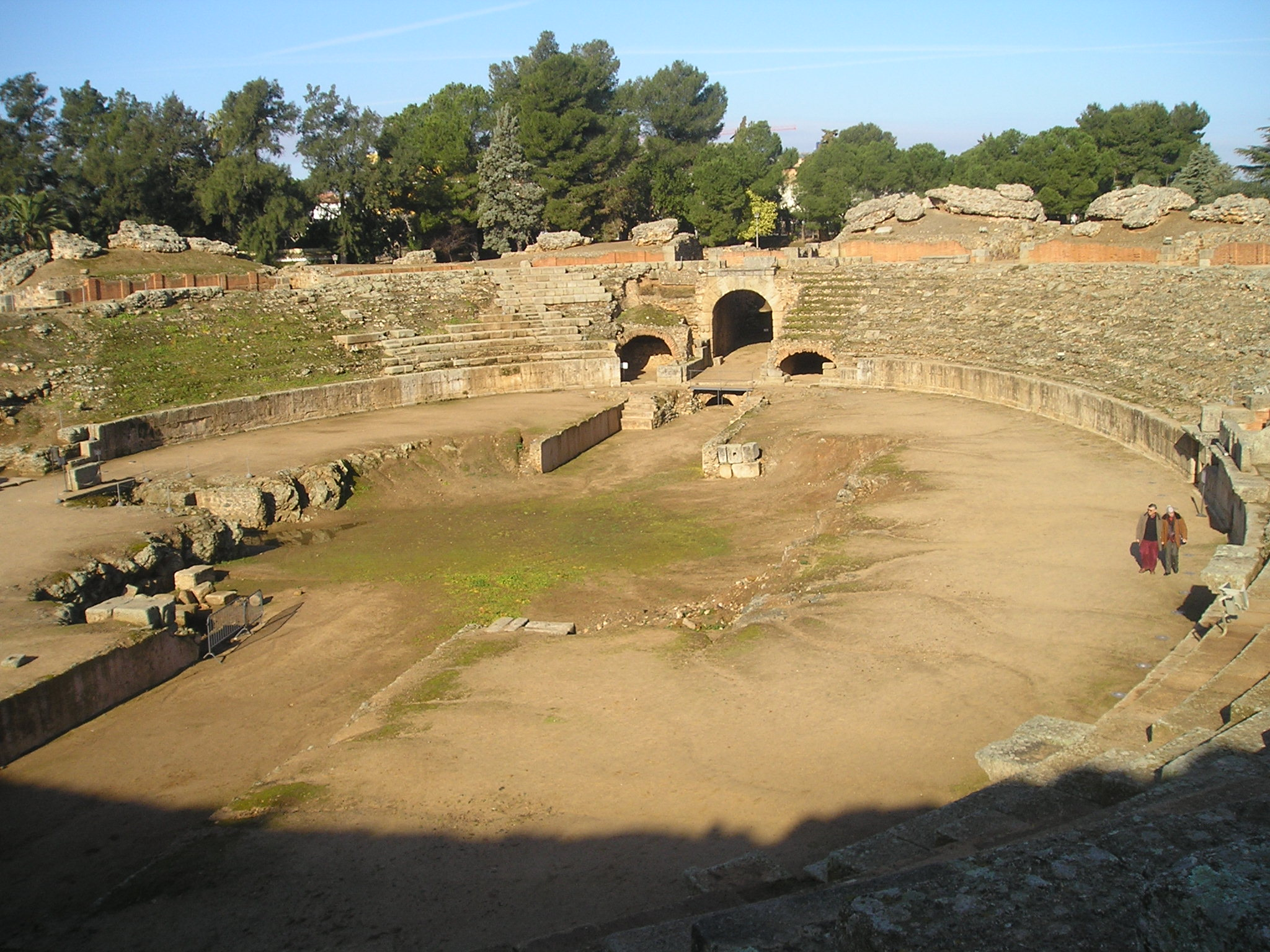
L'anfiteatro di Mérida.

Costruzione più di gusto popolare che un teatro, venne inaugurato nell'8 a.C. Era destinato alle lotte dei gladiatori, tra bestie o tra uomini e bestie.
È un edificio formato da un'arena centrale di forma ellittica circondato da una cavea capace di ospitare 15 000 spettatori divisi, come nel teatro, in tre zone distinte. Di queste tre zone si conserva soltanto quella inferiore poiché le due superiori vennero utilizzate, dopo la sua caduta in disuso, come cave per le costruzioni adiacenti.

### Circo romano

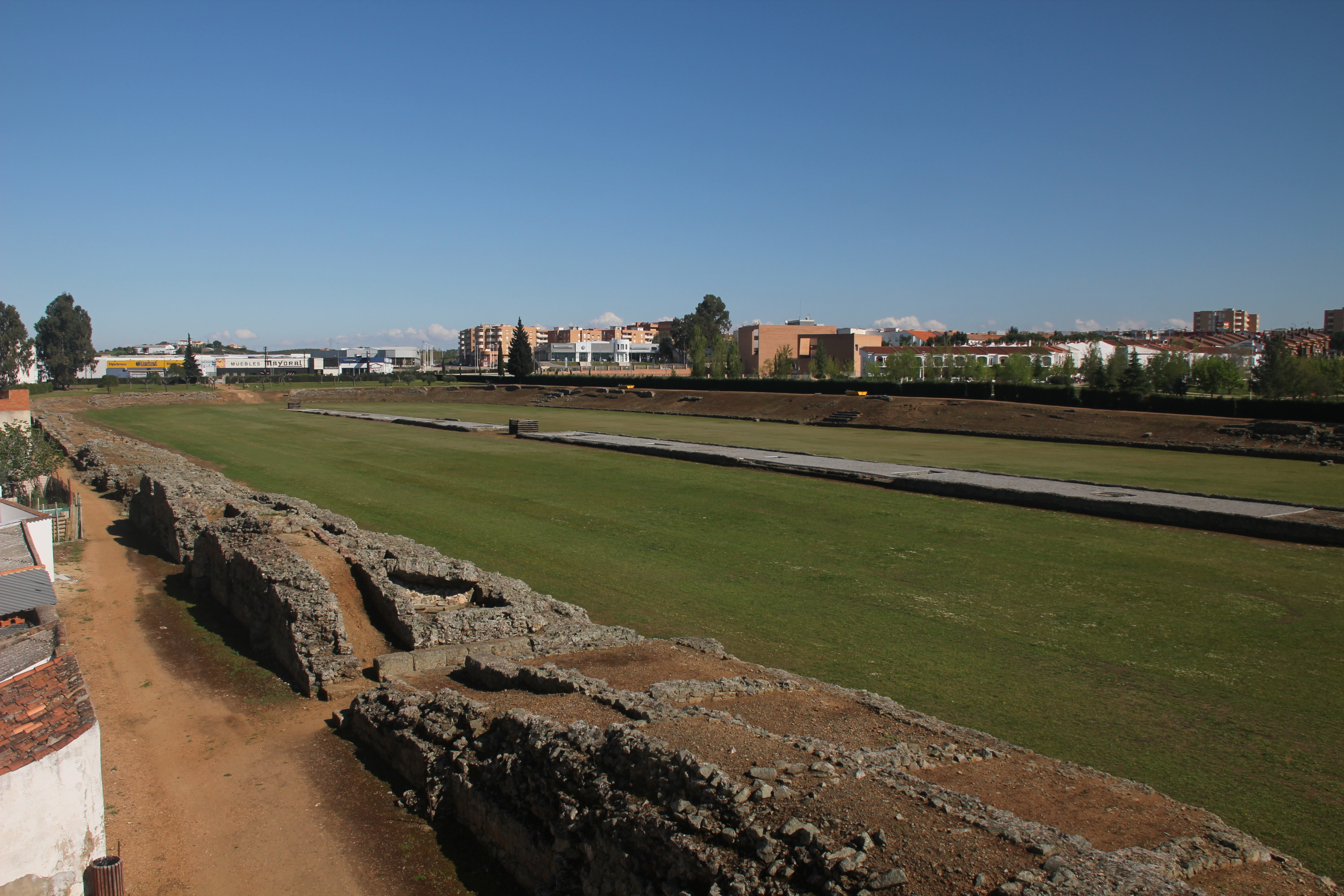
Circo romano di Mérida.

Con i suoi più di 400 metri di lunghezza e 100 di larghezza era il maggiore degli edifici adibiti agli spettacoli della città e, insieme all'anfiteatro, era quello che godeva dei favori di un pubblico più dato ad emozioni forti che a colte opere teatrali. In funzione delle sue grandi dimensioni si trovava fuori dal recinto murario, accanto alla strada che univa Emérita con Corduba (Córdoba) e Toletum (Toledo). Questo monumento è totalmente visitable.
Poteva ospitare 30 000 spettatori distribuiti in tribune con la già classica divisione in cávee in base alle differenti provenienze sociali degli spettatori.
La data della sua costruzione è indicata nel I secolo, probabilmente durante l'epoca di Tiberio. L'impianto possiede una pista in sabbia dove venivano effettuate le gare. In mezzo si trova un'isola centrale chiamata spina di una lunghezza di 223 m e una larghezza di 8,5 m decorata con monoliti e altri motivi.
Uno degli spettacoli preferiti erano le corse delle bighe (due cavalli) e cuadrighe (quattro cavalli). I conduttori dei carri, chiamati auriga, erano personaggi molto popolari tanto che molti di loro venivano inmortalati anche nei mosaici.
Attualmente il Circo romano di Mérida possiede un edificio vicino, nel quale viene spiegato l'antico utilizzo della struttura prima della sua visita.

### Ponte romano sul Guadiana

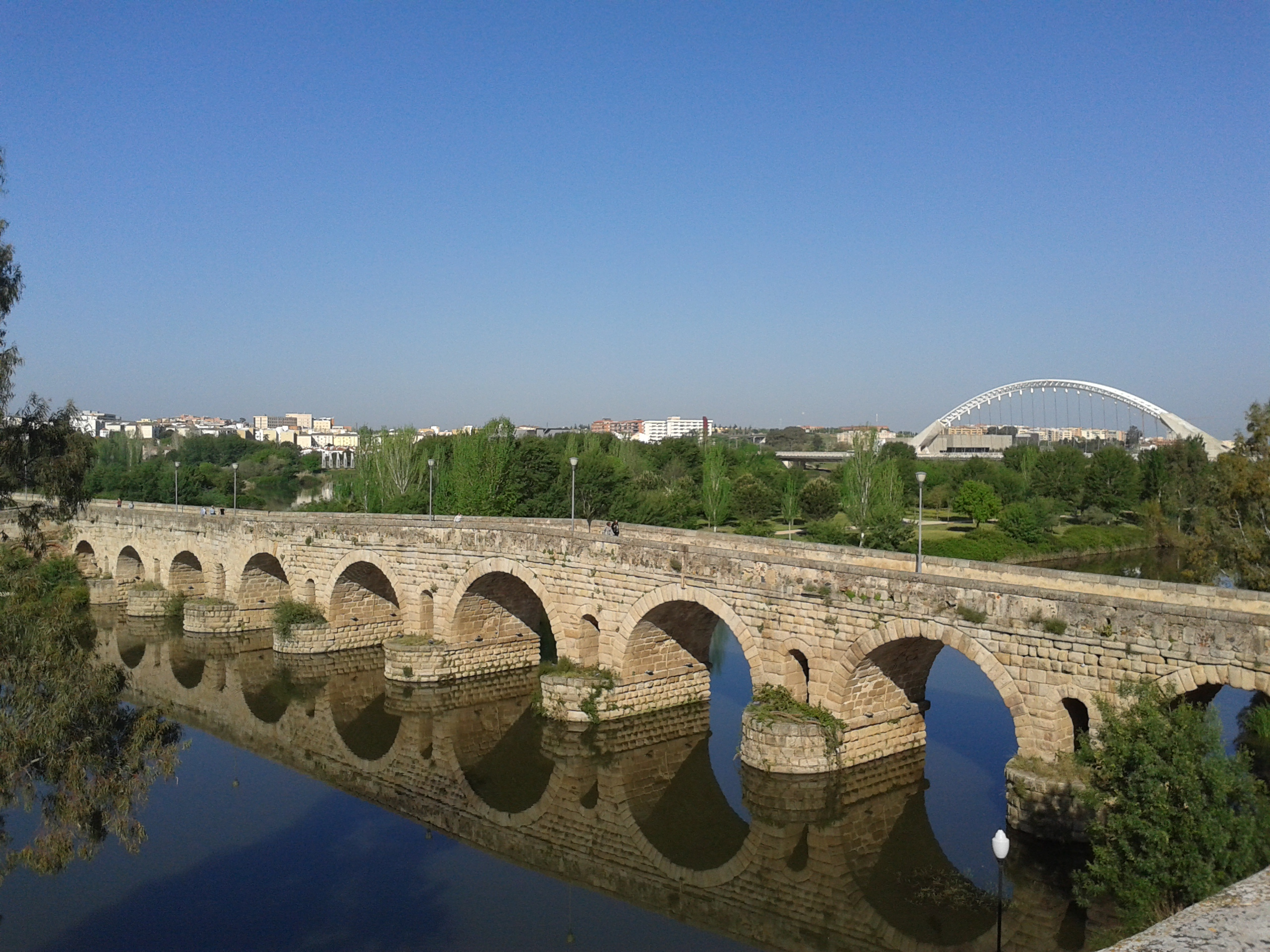
Il ponte romano di Mérida visto dall'Alcazaba. Sullo sfondo, il ponte Lusitania.

Si può considerare come l'origine della città e, in ogni caso, quello che segna il suo tracciato essendo il prolungamento di una delle arterie principali della colonia, il Decumanus Maximus.
La posizione del ponte venne accuratamente scelta in un guado del fiume Guadiana che offre come punto di appoggio un'isola centrale che lo divide in due canali. La struttura originaria non offriva la continuità di quella attuale, poiché era composta da due sezioni di archi che si univano sull'isola. Nel XVII secolo vennero aggiunte diverse arcate dopo che un'alluvione, nel 1603m demolì parte della struttura. In epoca romana fu più volte ampliato in lunghezza, aggiungendo consecutivamente almeno cinque tratti di archi in modo che il percorso non fosse interrotto dalle periodiche piene del Guadiana. Ciò ha fatto sì che quest'opera raggiungesse i 792 metri di lunghezza, una delle maggiori che si siano conservate da quei tempi.

### Acquedotto dei miracoli

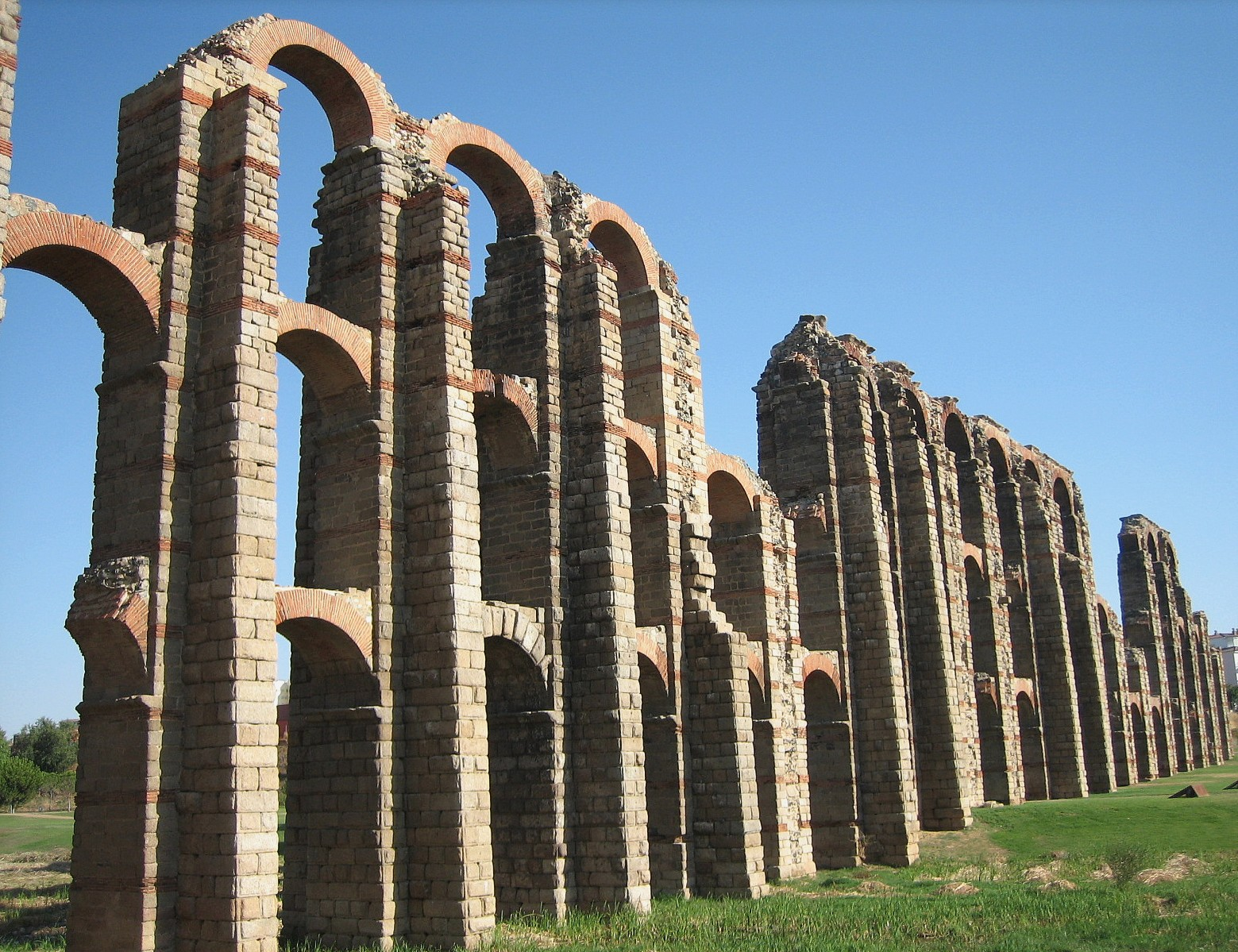
Acquedotto dei miracoli.

Faceva parte della condotta che portava l'acqua a Mérida dal bacino di Proserpina situato a 5 km dalla città. Venne costruito agli inizi deI I secolo. La struttura è attualmente abbastanza ben conservata, soprattutto quella che scavalca la valle del fiume Albarregas. Ha questo nome, poiché sembra sia un miracolo il fatto che sia rimasto ancora in piedi.

### Acquedotto di Rabo di Buey-San Lazzaro
Portava l'acqua da ruscelli e sorgenti sotterranee situati a nord della città. La conduttura sotterranea è conservata abbastanza bene ma degli archi costruiti per scavalcare la valle dell'Albarregas rimangono solo tre pilastri e le loro corrispondenti arcate accanto al circo romano e a un altro acquedotto del XVI secolo, per la cui costruzione venne utilizzato il materiale dell'acquedotto romano.

### Tempio di Diana

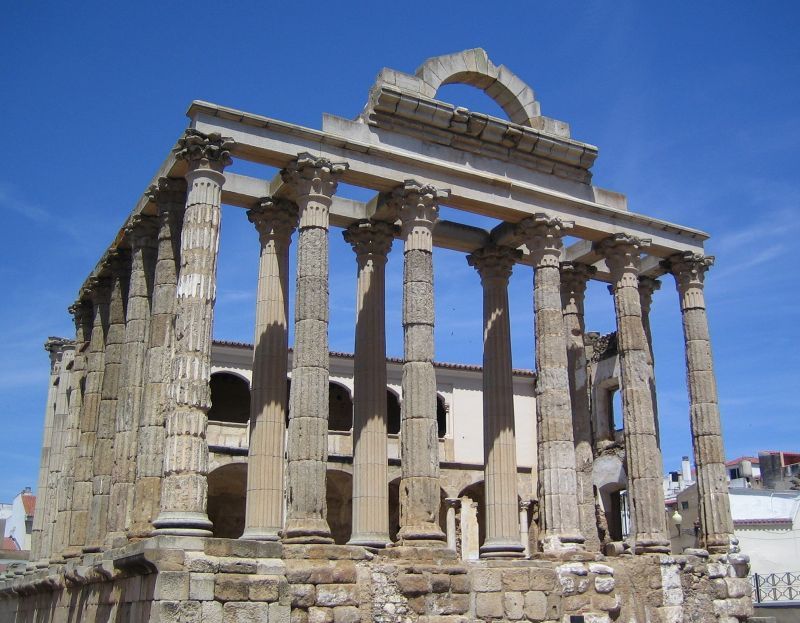
Tempio di Diana.

Denominazione popolare, dal XVII secolo, nonostante non fosse consacrato alla dea Diana ma al culto imperiale.
L'edificio appartenente al foro della città. È uno dei pochi, di carattere religioso, che si conserva in uno stato soddisfacente. Nonostante il nome, assegnato erroneamente all'atto della sua scoperta, l'edificio era dedicato al culto imperiale. La sua costruzione risale alla fine del I secolo a.C. o agli inizi del I secolo, in età augustea. 
Di forma rettangolare, e circondato da colonne in stile corinzio su tamburi, ha la facciata rivolta verso il foro. Questo paliotto era formato da un insieme di sei colonne (esastilo) terminate da un frontespizio. Un contributo all'attuale conservazione dell'edificio è stato quello di essere stato inglobato nel Palazzo del Conte di Los Corbos, in stile rinascimentale, i cui resti sono ancora visibili nella sala interna del tempio. Nella sua costruzione venne impiegato essenzialmente del granito.

### Arco di Traiano

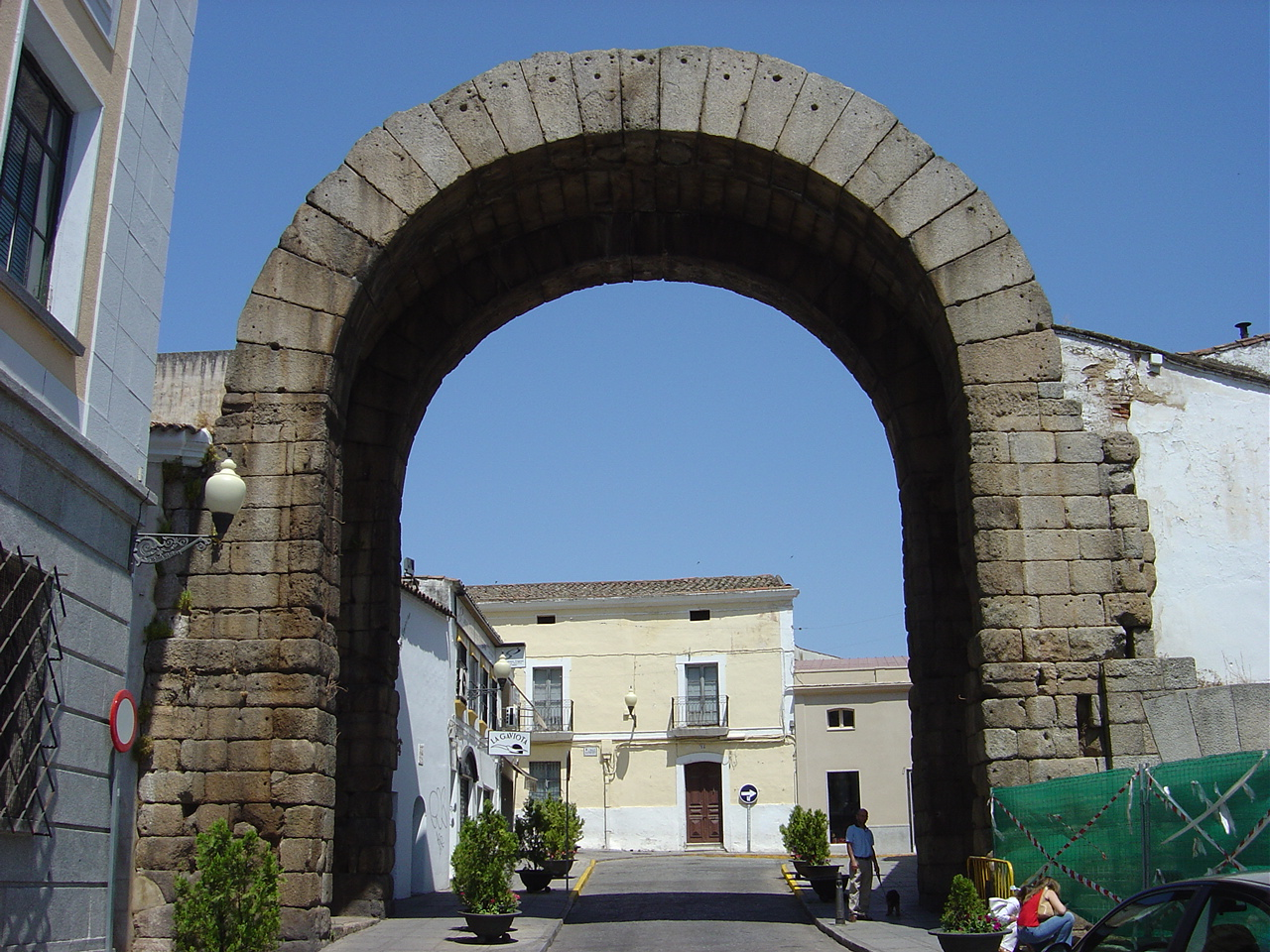
Quello che è conosciuto popolarmente come Arco di Traiano (Mérida).

Quello che è popolarmente conosciuto come "Arco di Traiano", in realtà è di Tiberio e non è un arco di trionfo come si pensava. Era probabilmente l'arco di ingresso al foro provinciale. Era situato sul Cardo Maximus, una delle vie principali della città e metteva in comunicazione il foro con il municipio. Ai suoi tempi era ricoperto di marmo.
Realizzato in granito, e rivestito di marmo in origine, misura 13,97 metri in altezza, 5,70 in larghezza e 8,67 in corrispondenza della luce dell'arco. Si crede che potesse avere un carattere trionfale, anche se probabilmente era solo un accesso al Foro Provinciale. Immerso nel moderno groviglio costruttivo e mascherato dalle case vicine, questo arco si erge maestoso ed è ammirato da viaggiatori e storici di ogni tempo. Il suo nome è arbitrario, poiché l'iscrizione commemorativa è andata perduta secoli fa.

### Domus del Mitreo
Fu ritrovata per caso all'inizio degli anni 1960. Fu costruita a metà del I secolo e si trova nel lato meridionale della collina di San Albín. La sua vicinanza all'area in cui dovrebbe trovarsi il Mitreo di Mérida, ha motivato il suo attuale nome di "Casa del Mitreo". L'intero palazzo è stato costruito in muratura con rinforzo di bugne negli angoli. Della casa spiccano i peristili con giardino interno e in una stanza del settore occidentale il famoso Mosaico Cosmogonico, rappresentazione allegorica degli elementi della natura (fiumi, venti, ecc.) presieduta dalla figura di Aion. Il recinto è stato da poco (XXI secolo) coperto e sistemato per la sua visita.

### Cattedrale visigota di Santa Maria di Gerusalemme
Della Cattedrale visigota di Santa María di Gerusalemme, non rimangono che poche tracce, salvo alcuni reperti conservati nel Museo Visigoto. Fu sede arcivescovile e faceva parte di un insieme di edifici, tra i quali c'era il Palazzo arcivescovile, e accanto alla cattedrale, la Basilica di San Giovanni, nella quale c'era un Battistero.
Sebbene non ci siano abbastanza dati su come sarebbe stato questo insieme, è possibile ricrearlo oggi grazie ai dati offerti dal Libro delle Vite dei Santi Padri Emeriti.
Qui nimio pavore concussus... sese in angulum basilicae silenter contulit... ante gallorum cantu cum laudibus pervenerunt ab ecclesia sanctae Mariae ad basilicam sancti Ioannis in qua baptisterium est quae nimium contigua antefatae basilicae, pariete tantum interposita.
Libro de las Vidas de los Santos Padres Emeritenses.IV, ix, 4 e 5

### Alcazaba

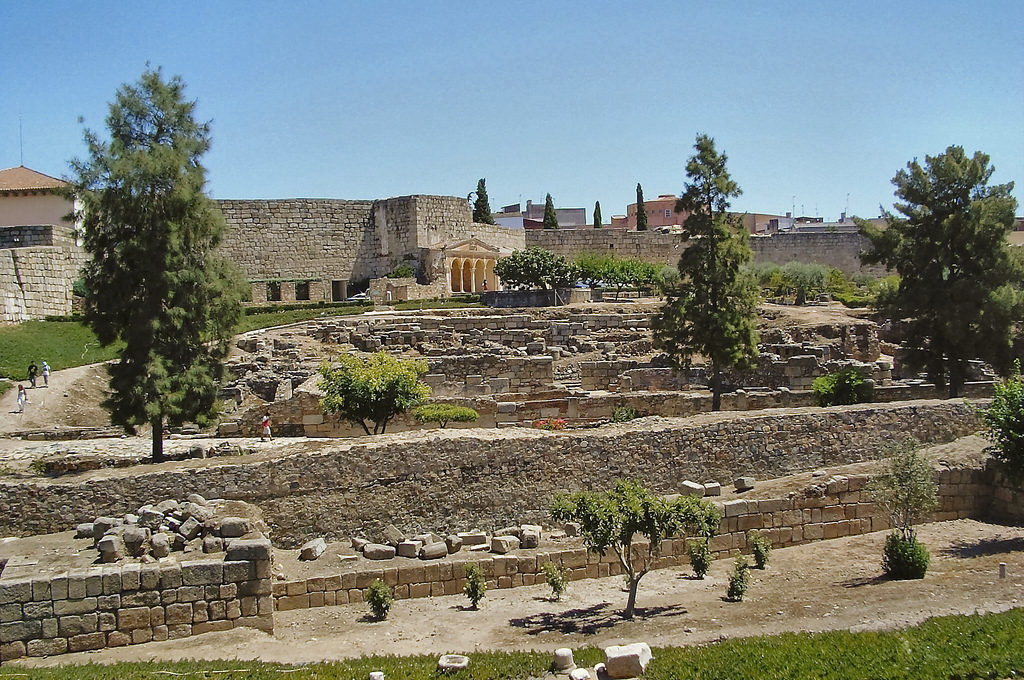
Alcazaba di Mérida.

L'alcazaba è situata accanto al ponte romano sul fiume Guadiana. È stata costruita da Abderraman II, nell'835, come bastione per controllare la città che, dall'805, si era ribellata continuamente contro il dominio degli emiri. È stata la prima alcazaba araba della penisola iberica.
Si tratta di una costruzione complessa che consiste in un grande recinto quadrato di 130 metri di lato, capace di ospitare un buon numero di soldati. All'interno c'era una cisterna d'acqua senza fine (filtrata dal fiume Guadiana) alla quale si accedeva con un doppio corridoio dal piano inferiore di una torre. Ad un'estremità, fu costruito un convento per l'Ordine di Santiago, che è attualmente la sede della presidenza della Junta de Extremadura. Accanto al ponte romano è annesso un altro recinto più piccolo, il cosiddetto alcazarejo, che controllava il passaggio del fiume verso la città. 

### Necropoli
Con la denominazione di "Los Colombarios" si conoscono due costruzioni funerarie, realizzate a cielo aperto, ubicate fuori dalla città romana, che non assomigliano alla tipologia dei colombari. Entrambe sono il migliore esempio delle costruzioni funerarie di Emérita. Il materiale utilizzato per la costruzione è il granito. Si conservano le epigrafi identificative delle famiglie proprietarie (i Vaconios e i Julios) dalle quali si è potuta conoscere la loro origine e condizione.

### Altri monumenti e luoghi di interesse
- Casa dell'anfiteatro, denominata così per essere situata accanto all'anfiteatro. Va notato che ciò che è stato effettivamente scoperto è un insieme di due cupole romane: la cosiddetta "Casa della Torre dell'Acqua" e la "Casa dell'Anfiteatro".

- Sito archeologico di Morerías. Resti di un quartiere romano e di un quartiere arabo. Sopra di esso si erge l'avanguardistico edificio Morerías, sede di diversi consigli della Junta de Extremadura.

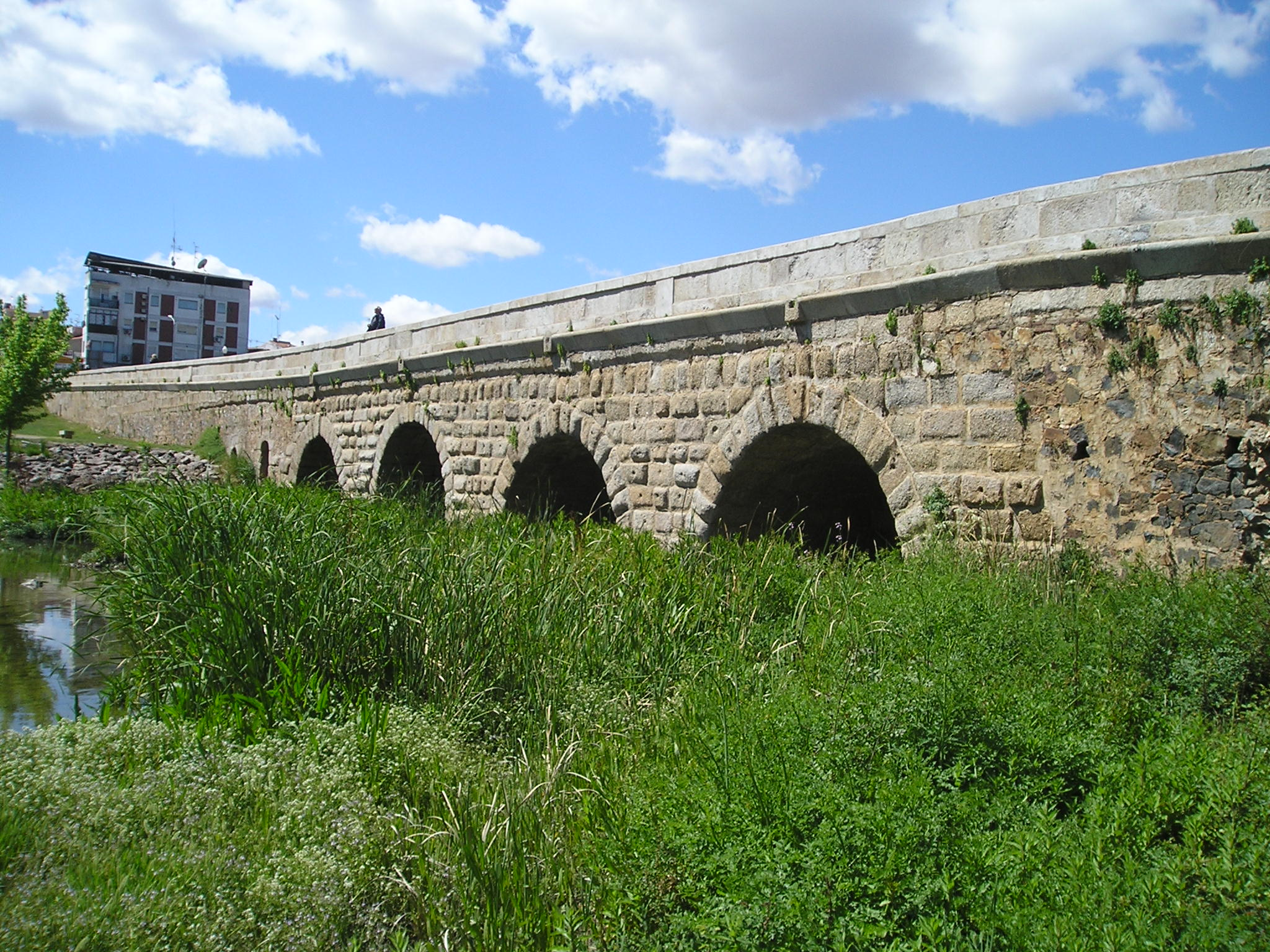
Ponte romano sul fiume Albarregas.

- Ponte romano sul fiume Albarregas. La sua edificazione avvenne in epoca augustea, allo scopo di scavalcare il fiume Albarregas prima della sua immissione nel fiume Guadiana a meno di cento metri a valle. Da qui partiva la Via dell'Argento per Astorga. È lungo 145 metri.

- Portico del Foro. Eretto nel I secolo, è stato restaurato nel XX secolo sulla base di alcuni reperti ritrovati sul luogo, molti dei quali si conservano nel Museo Nazionale di Arte Romana. Il monumento è costituito da un edificio porticato con un muro dove sono ospitate diverse nicchie per statue rinvenute in questo luogo. Si trova nelle vicinanze del Tempio di Diana, in uno dei due fori della città.

- Termae romane di San Lazzaro. Queste terme, situate nel Parco Lineare di San Lazzaro, erano apprezzate dai cittadini di alto rango che partecipavano agli eventi tenuti nel Circo romano.

- Terme romane e pozzo di neve della calle Reyes Huertas. Usate dai romani come pozzo di neve e terme di acqua fredda, sono un esempio unico nell'Impero romano. Erano utilizzate anche per lo stoccaggio di prodotti deperibili.

- Cripta di Sant'Eulalia. Nel sottosuolo della basilica di Sant'Eulalia si trovano dei reperti molto interessanti che descrivono le varie vicissitudini che questa chiesa ha subito dalla sua costruzione fino ai giorni nostri.

- Obelisco di Sant'Eulalia. Eretto nel XVII secolo in onore della martire Eulalia di Mérida, nella sua costruzione vennero utilizzati diversi materiali, tra cui spiccano pezzi romani, come tre are cilindriche e un capitello. A coronare l'insieme è l'immagine della martire, con una veste rielaborata.

- Xenodochio. Fu fatto costruire dal vescovo Masona nella seconda metà del VI secolo. Vicino alla basilica di Sant'Eulalia di Mérida, serviva da ospedale e albergo dei pellegrini che venivano a venerare i resti della martire bambina, oltre ad essere utilizzato come ospedale per i poveri della città.

- Castellum aquae. Situato nella cima della strada del Calvario, era il punto finale dell'Acquedotto dei Miracoli e l'inizio della rete di distribuzione dell'acqua per tutta la città.

## Luoghi protetti
| Codice  | Nome                                                 | Luogo  | Estensione                                                         | Coordinate                 | Immagine |
| ------- | ---------------------------------------------------- | ------ | ------------------------------------------------------------------ | -------------------------- | -------- |
| 664-001 | Acquedotto dei miracoli                              | Mérida | Zona di protezione: 0,1177 ettari. Zona di rispetto: 20,90 ettari. | 38°55′28.36″N 6°20′48.49″W |          |
| 664-002 | Acquedotto di San Lazzaro                            | Mérida | Zona di protezione: 1,0977 ettari. Zona di rispetto: 28,87 ettari. | 38°55′39.4″N 6°20′05.65″W  |          |
| 664-003 | Ponte dell'Alcantarilla                              | Mérida | Zona di protezione: 0,0038 ettari.                                 | 38°55′45.01″N 6°21′36.79″W |          |
| 664-004 | Alcazaba, bacino e ponte romano sul Guadiana         | Mérida | Zona di protezione: 4,3975 ettari. Zona di rispetto: 20,87 ettari. | 38°54′55.27″N 6°20′49.78″W |          |
| 664-005 | Teatro, anfiteatro e casa dell'anfiteatro            | Mérida | Zona di protezione: 7,9637 ettari. Zona di rispetto: 20,87 ettari. | 38°55′03.42″N 6°20′11.92″W |          |
| 664-006 | Arco di Traiano e Tempio della Concordia             | Mérida | Zona di protezione: 0,7827 ettari. Zona di rispetto: 20,87 ettari. | 38°55′09.85″N 6°20′42.82″W |          |
| 664-007 | Basilica di Santa Caterina (Xenodoquio)              | Mérida | Zona di protezione: 0,1549 ettari. Zona di rispetto: 20,87 ettari. | 38°55′19.92″N 6°20′11.11″W |          |
| 664-008 | Basilica Casa Herrera                                | Mérida | Zona di protezione: 2,3455 ettari.                                 | 38°57′42.83″N 6°17′37.35″W |          |
| 664-009 | Basilica di Sant'Eulalia e Tempio di Marte           | Mérida | Zona di protezione: 0,682 ettari. Zona di rispetto: 20,87 ettari.  | 38°55′19.16″N 6°20′26.5″W  |          |
| 664-010 | Circo romano                                         | Mérida | Zona di protezione: 5,9935 ettari. Zona di rispetto: 20,87 ettari. | 38°55′16.57″N 6°19′50.98″W |          |
| 664-011 | Casa del Mitreo - Columbarios                        | Mérida | Zona di protezione: 3,5383 ettari. Zona di rispetto: 20,87 ettari. | 38°54′47.29″N 6°20′17.91″W |          |
| 664-012 | Chiesa di Santa Chiara e collezione di arte visigota | Mérida | Zona di protezione: 0,1532 ettari. Zona di rispetto: 20,87 ettari. | 38°55′06.11″N 6°20′43.73″W |          |
| 664-013 | Bacino di Cornalvo                                   | Mérida | Zona di protezione: 0,1881 ettari.                                 | 38°59′23.67″N 6°11′23.44″W |          |
| 664-014 | Bacino di Proserpina                                 | Mérida | Zona di protezione: 0,5571 ettari.                                 | 38°58′16.75″N 6°21′54.64″W |          |
| 664-015 | Foro Municipale                                      | Mérida | Zona di protezione: 0,7155 ettari. Zona di rispetto: 20,87 ettari. | 38°55′05.08″N 6°20′30.01″W |          |
| 664-016 | Mura romane e torre albarrana islamica               | Mérida | Zona di protezione: 0,0251 ettari. Zona di rispetto: 20,87 ettari. | 38°55′13.96″N 6°20′33.62″W |          |
| 664-017 | Museo Nazionale di Arte Romana                       | Mérida | Zona di protezione: 0,4447 ettari. Zona di rispetto: 20,87 ettari. | 38°55′06.66″N 6°20′18.57″W |          |
| 664-018 | Obelisco di Sant'Eulalia                             | Mérida | Zona di protezione: 0,0596 ettari. Zona di rispetto: 20,87 ettari. | 38°55′13.91″N 6°20′23.4″W  |          |
| 664-019 | Ponte romano sul fiume Albarregas                    | Mérida | Zona di protezione: 0,1094 ettari. Zona di rispetto: 20,87 ettari. | 38°55′29.9″N 6°20′52.17″W  |          |
| 664-020 | Tempio di Diana                                      | Mérida | Zona di protezione: 1,0776 ettari. Zona di rispetto: 20,87 ettari. | 38°55′03.68″N 6°20′35.17″W |          |
| 664-021 | Terme della calle Reyes Huertas                      | Mérida | Zona di protezione: 0,0637 ettari. Zona di rispetto: 20,87 ettari. | 38°55′10.33″N 6°20′17.06″W |          |
| 664-022 | Termas romane di Alange                              | Alange | Zona di protezione: 0,2977 ettari.                                 | 38°47′09.67″N 6°14′31.57″W |          |